# Iglesia de San Agustín (San Agustín)

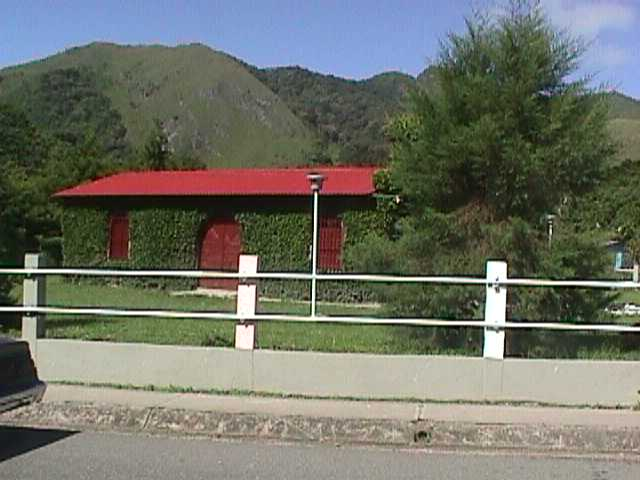
Vista lateral de la iglesia.

La Iglesia de San Agustín es un templo católico ubicado en la localidad de San Agustín en Venezuela. Es conocida por estar su fachada principal y sus paredes laterales recubiertas de hiedra, lo que la convierte en una atracción turística del municipio Caripe.

## Historia
Es fundada el 28 de agosto de 1972. Los habitantes de San Agustín recubrieron sus paredes con hiedra, por lo que se le da también el nombre de Templo de Hiedra. El dinero para su construcción provino del gobierno del municipio Caripe y de varias colectas hechas por los moradores del pueblo.

## Descripción
La puerta tiene forma arqueada y en la fachada hay un vano de ventana. En su interior se encuentran imágenes de San Agustín de Hipona, del Divino Niño, del Nazareno, de la Inmaculada Concepción, de San Judas Tadeo, de la Divina Pastora, de la Rosa Mística y de Cristo en la Cruz; esta última colocada en el altar mayor.